# Astronomía de la Antigua Grecia

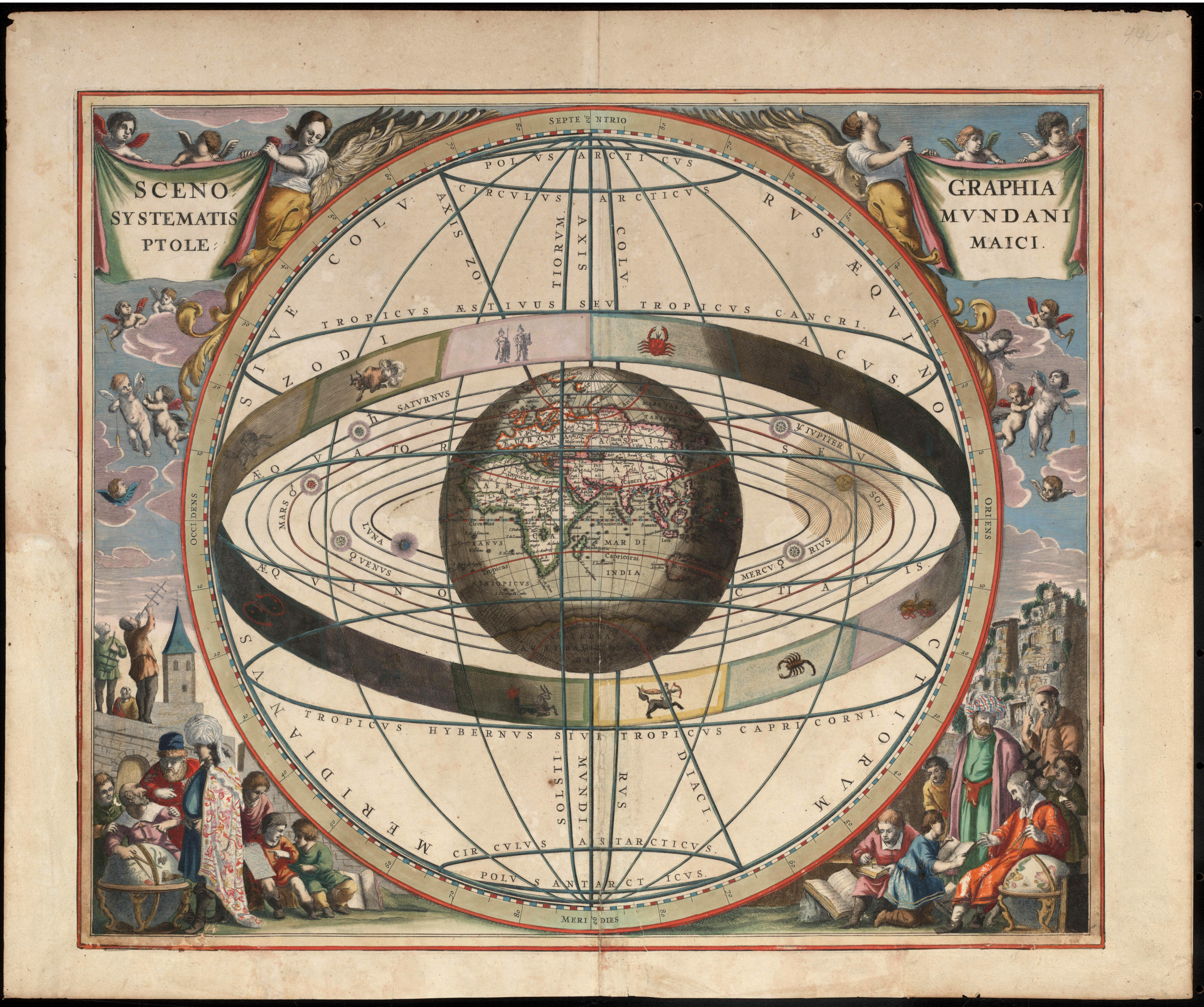
Ilustración del sistema ptolemaico.

La astronomía griega recibió importantes influencias de otras civilizaciones de la Antigüedad, principalmente de la babilónica. Inicialmente, en la época arcaica, el interés de los griegos por los astros se debía a su utilidad para la orientación durante la navegación o para establecer pautas cronológicas. Posteriormente, a partir siglo IV a. C., los astrónomos se centraron en tratar de explicar matemáticamente los movimientos de los planetas, del sol y la luna, sobre lo que surgieron diversas teorías. Por otra parte, también realizaron catálogos de las constelaciones, cuyas formas asociaron a objetos y seres míticos. Durante la época helenística y el imperio romano, muchos astrónomos trabajaron en el estudio de las tradiciones astronómicas clásicas, en la Biblioteca de Alejandría y en el Museion.

## Historia

### Astronomía griega arcaica

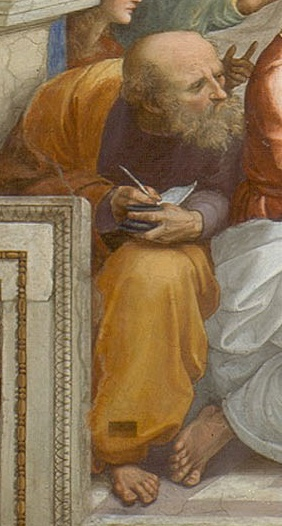
Anaximandro.

Referencias para la identificación de estrellas y constelaciones aparecen en los escritos de Homero y Hesíodo (los ejemplos de literatura griega más antiguos que se conocen). En la Odisea, Homero describe cómo las estrellas pueden utilizarse para orientarse y servir de guía en la navegación. En Los trabajos y los días, Hesíodo (700  a.  C.) se apoya en la salida y la puesta de constelaciones a lo largo del año para indicar el momento oportuno para los trabajos agrícolas.

En la Ilíada y en la Odisea, Homero hace referencia a los siguientes cuerpos celestes: las constelaciones de Bootes, Osa Mayor y Orión; los cúmulos estelares de las Híades y las Pléyades y la estrella Sirio.

Ninguno de ellos escribió un trabajo científico, aunque elaboraron una rudimentaria cosmología, en la que decían que la tierra era plana y estaba rodeada del Océano. Afirmaban que muchas estrellas caían al Océano y desaparecían, mientras otras eran siempre visibles.
Especulaciones sobre el cosmos fueron comunes en la filosofía presocrática, durante los siglos VI y V a. C. Tales de Mileto llegó a predecir eclipses a través de sus conocimientos de astronomía babilónica. Para este filósofo el cosmos surgía de una gran masa de agua y decía que sobre este líquido reposaba la Tierra. Anaximandro, en cambio, decía que la Tierra flotaba sobre el espacio sin ningún soporte y que los cuerpos celestes habían surgido de una masa de fuego.
Filolao, principal referente conocido del sistema astronómico pitagórico, describía al cosmos con estrellas, planetas, el Sol, la Luna, la Tierra y Antichton, que giraban alrededor de un fuego central.

### Periodo clásico
El modelo geocéntrico fue una idea original de Eudoxo de Cnido (390-337 a. C.) y años después recibió el apoyo decidido de Aristóteles y su escuela. Este modelo, sin embargo, no explicaba algunos fenómenos observados. El más importante de ellos era el comportamiento diferente del movimiento de algunos astros cuando se comparaba este con el observado para la mayoría de las estrellas. Estas parecen siempre moverse todas en conjunto, con la misma rapidez angular, lo que hace que, al moverse, mantengan «fijas» sus posiciones unas respecto de las otras. Por esta razón se les conoció siempre como «estrellas fijas». Sin embargo, ciertos astros visibles en el firmamento nocturno, si bien se movían en conjunto con las estrellas, parecían hacerlo con menor velocidad (movimiento directo). De hecho, se observa cierto retraso diario respecto de ellas; pero, además, y solo en ciertas ocasiones, parecen detener el retraso e invertir su movimiento respecto de las estrellas «fijas» (movimiento retrógrado), para luego detenerse nuevamente, y volver a retomar el sentido del movimiento de ellas, pero siempre con un pequeño retraso diario (movimiento directo). Debido a estos cambios aparentemente irregulares en su movimiento a través de las estrellas «fijas», a estos astros se les denominó estrellas planetas (estrellas errantes) para diferenciarlas de las otras.

### Periodo helenístico
Uno de los primeros en realizar un trabajo astronómico científico fue Aristarco de Samos (310-230 a. C.) quien calculó las distancias que separan a la Tierra de la Luna y del Sol, y además propuso un modelo heliocéntrico del sistema solar en el que, como su nombre lo indica, el Sol es el centro del universo, y alrededor del cual giran todos los otros astros, incluyendo la Tierra. Este modelo, imperfecto en su momento, pero que se acerca mucho a lo que hoy consideramos como correcto, no fue acogido debido a que chocaba con las observaciones cotidianas y la percepción de la Tierra como centro de la creación. Este modelo heliocéntrico está descrito en la obra El arenario de Arquímedes (287-212 a. C.).

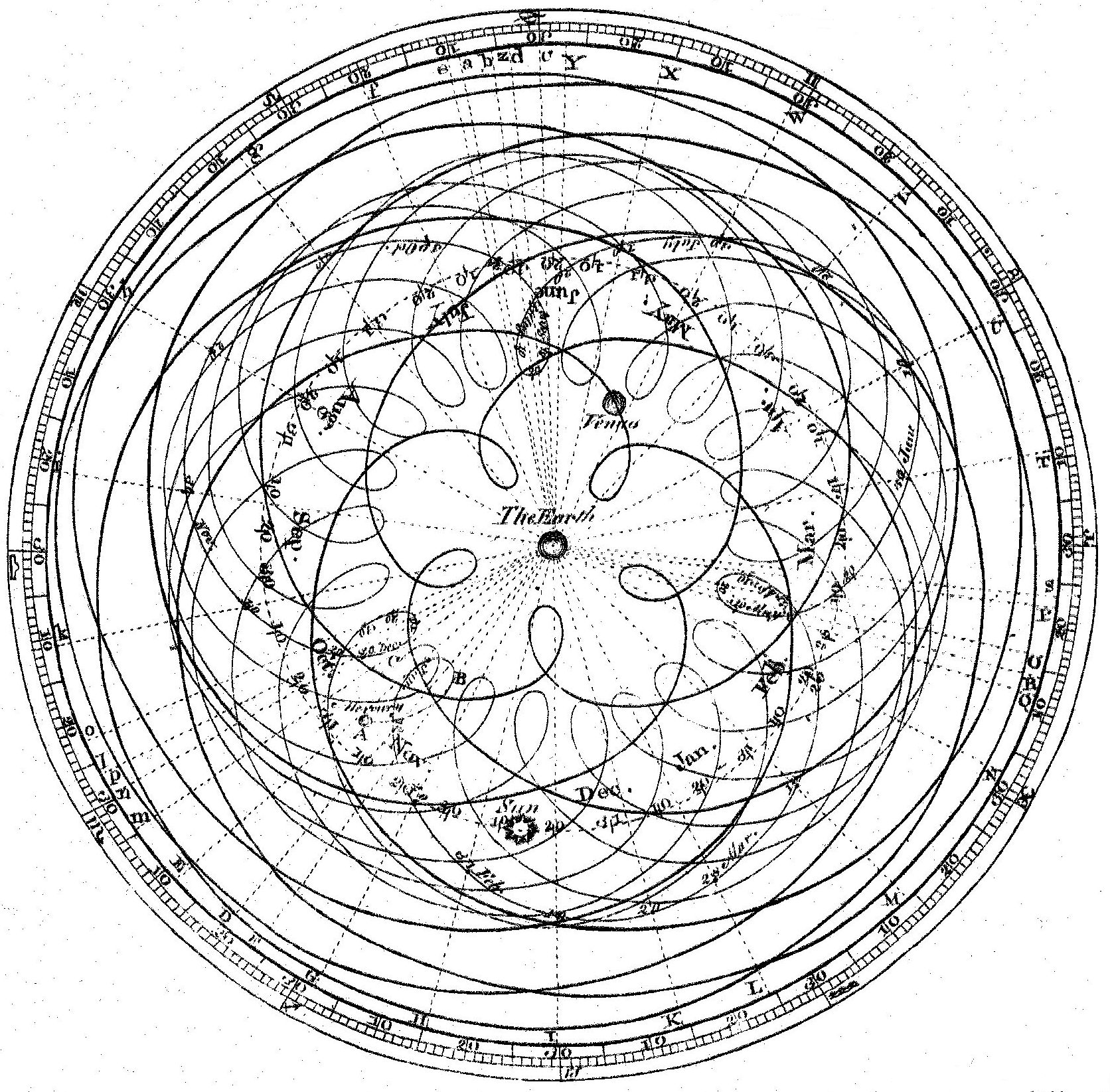
Representación moderna de la complejidad del sistema ptolemaico, que utiliza epiciclos para representar el movimiento aparente de los planetas ("errantes" en griego) sobre la esfera de las estrellas fijas, con la Tierra en el centro del Universo.

Los epiciclos fueron una idea original de Apolonio de Perge (262-190 a. C.) y mejorada por Hiparco de Nicea (190-120 a. C.). Como el planeta gira alrededor de su epiciclo mientras el centro de este se mueve simultáneamente sobre la esfera de su deferente, se logra, por la combinación de ambos movimientos, que el planeta se mueva en el sentido de las estrellas 'fijas' (aunque con cierto pequeño retraso diario) y que, en ocasiones, revierta este movimiento (de retraso) y parezca (por cierto período de tiempo) adelantarse a las estrellas fijas, y con esto se logra explicar el movimiento retrógrado de los planetas respecto de las estrellas. El esquema ptolemaico, con todo y sus complicados epiciclos y deferentes, fue aceptado por muchos siglos por variadas razones pero, principalmente, por darle a la raza humana una supremacía y un lugar privilegiado o 'central' en el universo.
Otros estudios importantes durante esta época fueron sobre la composición de la tierra, la compilación del primer catálogo de estrellas, el desarrollo de un sistema de clasificación de las magnitudes de los brillos estelares basado en la luminosidad aparente de las diferentes estrellas y la determinación del ciclo de Saros para la predicción de los eclipses solares y lunares, entre muchos otros.

### Periodo romano

Epiciclos de Ptolomeo.

Ptolomeo fue el autor de un tratado sobre astronomía conocido como el Almagesto (en árabe «Al», seguido de un superlativo griego que significa 'grande'). Aquí puede encontrarse el catálogo de estrellas de Hiparco, en los libros VII y VIII. Aunque Ptolomeo afirmaba ser su observador, muchas evidencias apuntan a Hiparco como su verdadero autor. El catálogo contiene las posiciones de 850 estrellas en 48 constelaciones. Las posiciones de las estrellas se dan en coordenadas eclípticas universales. En este trabajo propuso un modelo geocéntrico del sistema solar, que fue aceptado como modelo en el mundo occidental y los países árabes durante más de 1300 años. El Almagesto también contiene un catálogo de 1025 estrellas y una lista fija de 48 constelaciones.
En el sistema ptolemaico la Tierra es el centro del universo y la Luna, el Sol, los planetas y las estrellas se encuentran fijas en esferas de cristal girando alrededor de ella; para explicar el movimiento diferente de los planetas ideó un particular sistema en el cual la Tierra no estaba en el centro exacto y los planetas giraban en un epiciclo alrededor de un punto ubicado en la circunferencia de su órbita o esfera principal (conocida como 'Deferente').

## Los planetas en la astronomía temprana
La palabra planeta viene de término griego πλανήτης, planētēs, que significa errante. Recibieron este nombre porque muchos astrónomos notaban ciertas luces que se movían en el firmamento. Los cinco planetas que podían ser observados a simple vista eran llamados por los griegos con los nombres de los dioses: Hermes, Afrodita, Ares, Zeus y Crono, que eran equivalentes a los dioses por los que los conocían los babilonios. Aunque los planetas eran conocidos al menos desde tiempos de los pitagóricos, esta lista aparece por primera vez en el tratado Epinomis, atribuido a Platón o a Filipo de Opunte. Los romanos pusieron los nombres de sus dioses, y así se conocen a los planetas: Mercurio, Venus, Marte, Júpiter y Saturno, son los equivalentes a los nombres de los dioses griegos. A veces se contaban también a la Luna y al Sol, totalizando siete cuerpos celestes.

## Calendarios
Los calendarios de los antiguos griegos estaban basados en los ciclos lunares y solares. En concreto, los meses eran determinados por la duración del ciclo lunar, que podía ser de 29 o de 30 días. Sin embargo, ante la falta de acuerdo para hacer coincidir el año lunar con el solar, que requería intercalar un mes adicional o algunos días cada cierto tiempo, no había un calendario común para todos los griegos, sino que las ciudades adoptaron diferentes calendarios.